# Лејкланд меџик
Осиола меџик (енгл. Osceola Magic) амерички је кошаркашки клуб из Кисимија на Флориди. Клуб се такмичи у НБА развојној лиги и тренутно је филијала НБА тима Орландо меџик.

## Филијала
- Кливленд кавалирси (2008—2011)
- Филаделфија севентисиксерси (2008—2009)
- Торонто репторси (2009—2011)
- Њујорк никси (2011—2014)
- Орландо меџик (2014—данас)

## Успеси
- НБА развојна лига:
  - Првак (1): 2020/21.

## Познатији играчи
- Џон Брајант
- Остин Деј
- Блејк Ејхерн
- Стефан Јанковић
- Сет Кари
- Оливер Лафајет
- Самардо Самјуелс